# Франко Сельваджі
Франко Сельваджі (італ. Franco Selvaggi, * 15 травня 1953, Помарико) — колишній італійський футболіст, нападник. По завершенні ігрової кар'єри — футбольний тренер.
Як гравець насамперед відомий виступами за «Таранто», «Торіно», а також національну збірну Італії.
У складі збірної — чемпіон світу.

## Клубна кар'єра
Вихованець футбольної школи «Джанні Рівера Матера».
У дорослому футболі дебютував 1972 року виступами за команду клубу «Тернана», в якій провів один сезон, взявши участь у 12 матчах чемпіонату.
Згодом з 1973 по 1982 рік грав у складі команд клубів «Рома», «Тернана», «Таранто» та «Кальярі».
Своєю грою за останню команду привернув увагу представників тренерського штабу клубу «Торіно», до складу якого приєднався 1982 року. Відіграв за туринську команду наступні два сезони своєї ігрової кар'єри. Більшість часу, проведеного у складі «Торіно», був основним гравцем атакувальної ланки команди.
Протягом 1984—1986 років захищав кольори клубів «Удінезе» та «Інтернаціонале».
Завершив професійну ігрову кар'єру у нижчоліговому клубі «Самбенедеттезе», за команду якого виступав протягом 1986—1987 років.

## Виступи за збірні
1980 року залучався до складу молодіжної збірної Італії. На молодіжному рівні зіграв у 2 офіційних матчах, забив 2 голи.
1981 року дебютував в офіційних матчах у складі національної збірної Італії. Протягом кар'єри у національній команді, яка тривала усього 2 роки, провів у формі головної команди країни лише 3 офіційні матчі. У складі збірної був учасником чемпіонату світу 1982 року в Іспанії, здобувши того року титул чемпіона світу.

## Кар'єра тренера
Розпочав тренерську кар'єру, повернувшись до футболу після невеликої перерви, 1992 року, очоливши тренерський штаб клубу «Катандзаро».
В подальшому очолював команди клубів «Таранто» та «Матера».
Наразі останнім місцем тренерської роботи був клуб «Кротоне», команду якого Франко Сельваджі очолював як головний тренер 2002 року.

## Титули і досягнення
- Чемпіон світу (1):

1982